# إيرين بيرنيت
إرين ايزابيل بيرنيت (مواليد 2 يوليو 1976) (بالإنجليزية: Erin Burnett)‏ هي مراسلة من شبكة تلفزيون سلكي سي إن إن.

## روابط خارجية
- إيرين بيرنيت على موقع IMDb (الإنجليزية)
- إيرين بيرنيت على موقع إن إن دي بي (الإنجليزية)
- إيرين بيرنيت على موقع قاعدة بيانات الفيلم (الإنجليزية)
- إيرين بيرنيت على موقع كينوبويسك (الروسية)